# Cichorium endivia
L'indivia (Cichorium endivia L.), regionalmente anche scarola, è una pianta appartenente alla famiglia delle Asteraceae (o Composite).

## Etimologia
La parola indivia deriva dal greco antico ἔντυβον, éntybon, con lo stesso significato.

## Descrizione
Spesso confusa con la "cugina" cicoria (entrambe appartengono allo stesso genere Cichorium), l'indivia sviluppa una rosetta di foglie assai increspate le quali formano un cespo piuttosto lasso.
L'imbianchimento delle foglie si esegue raccogliendole e legandole con un filo di rafia. La varietà belga, indivia belga, si presenta a forma di grosso sigaro color crema perché viene fatta crescere al buio; questa tecnica consente alle foglie di rimanere bianche e più tenere.

## Varietà

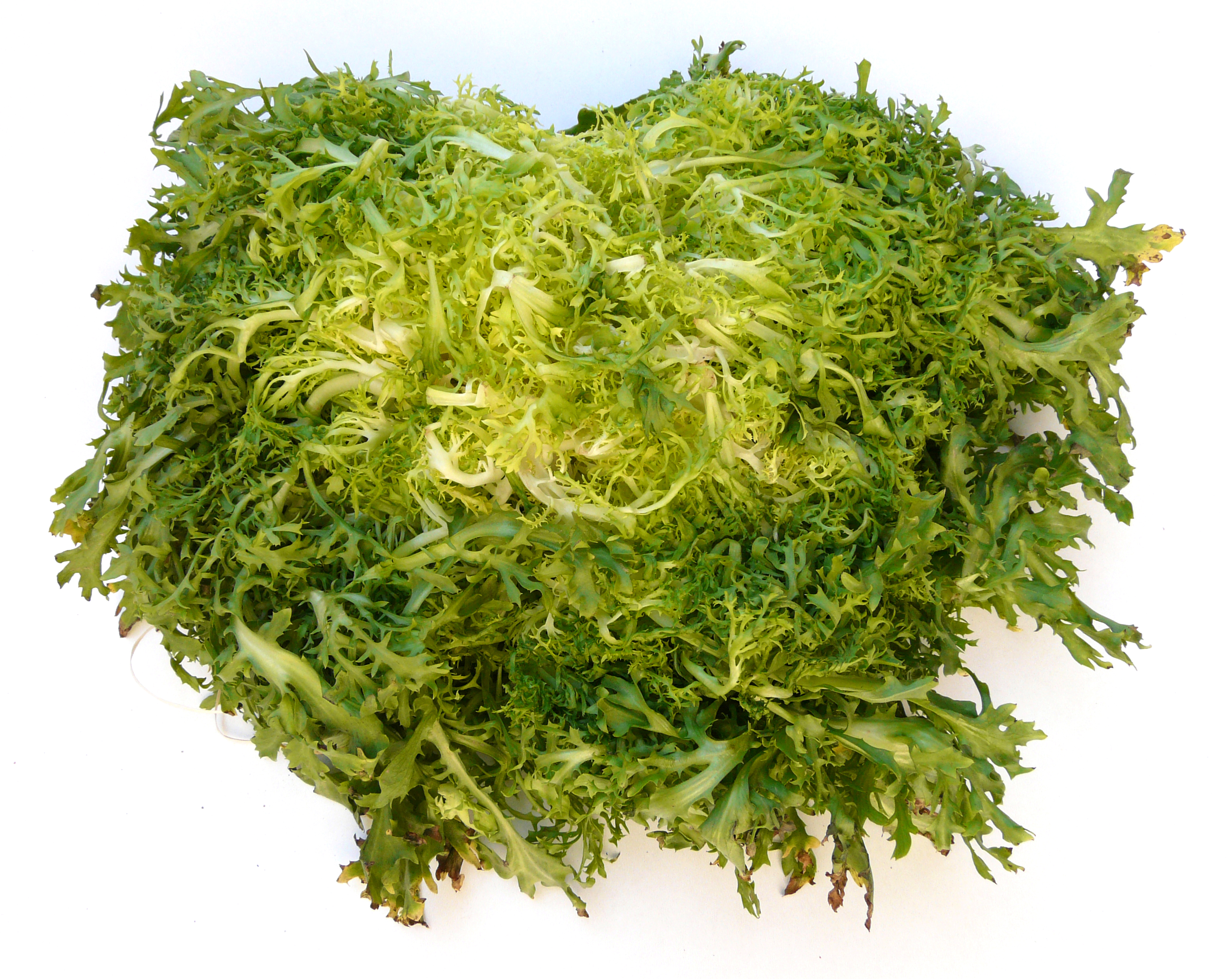
Indivia riccia

Si presenta fondamentalmente in due varietà: quella classica, detta crispum (particolare in foto) e la varietà latifolium. Quest'ultima è comunemente chiamata indivia in Italia settentrionale, scarola liscia o semplicemente scarola in Italia centro-meridionale, mentre la prima è nota come indivia scarola, indivia riccia o (soprattutto in Campania) scarola riccia.
Le cultivar di indivia sono numerose: il catalogo comune dell'Unione Europea riconosce oltre 200 varietà registrate di Cichorium endivia, di cui oltre 30 italiane.

## Coltivazione e raccolta
La pianta predilige terreni molto fertili, sciolti e ricchi di sostanza organica. Si semina in semenzaio e si mette a dimora quando le piantine hanno quattro o cinque foglie, rispettando la distanza di 25–30 cm sulla fila e 30–40 cm tra le file.
Le irrigazioni devono essere frequenti finché le piante non formano il cespo, poi vanno a diradare onde evitare il marciume delle foglie e del colletto.
La raccolta si esegue in autunno, inverno e all'inizio primavera.

## Avversità
L'indivia può essere attaccata dalla peronospora e dalla ruggine, nonché da parassiti animali come gli afidi e la chiocciola.

## Alimentazione
Dal punto di vista nutrizionale va evidenziato il buon contenuto di vitamina A.